# Jan Cieplinsky
Jan Cieplinsky, född 10 maj 1900 i Warszawa, död 17 april 1972 i New York, var en polsk balettdansare, koreograf och författare som var verksam i flera olika länder.
Han utbildade sig vid balettskolan vid Wielkiteatern i Warszawa och uppträdde där 1917-1921. Han var en kort tid medlem av Anna Pavlovas balettrupp och hade därefter en egen trupp 1922-1925, och 1925-1927 dansade han med Diaghilevs Ballets Russes. Han var därefter balettmästare för Kungliga Baletten på Kungliga Operan i Stockholm från 1927 till 1931. 1931 till 1934 hade han motsvarande position i Budapest. I mitten av 1930-talet arbetade han i Buenos Aires och Warszawa, och under andra världskriget i Warszawa och Budapest. 1948 flyttade han till London, där han under 11 år arbetade vid den engelsk-polska baletten, Legat Ballet, och Mercury Theatre. Från 1959 till sin död 1972 bodde han i New York där han arbetade som lärare vid en egen balettskola, Cieplinski School of Ballet, och som författare.
Cieplinsky skrev boken Outline of Polish Ballet History (1956).